# Calypso (Mauritsweg)
Calypso is een voormalige bioscoop aan de Mauritsweg 5 in Rotterdam.
De bioscoop werd geopend op 26 maart 1969 en was in exploitatie door P. Meerburg. Er waren 3 zalen van met respectievelijk 463, 313 en 81 plaatsen. 

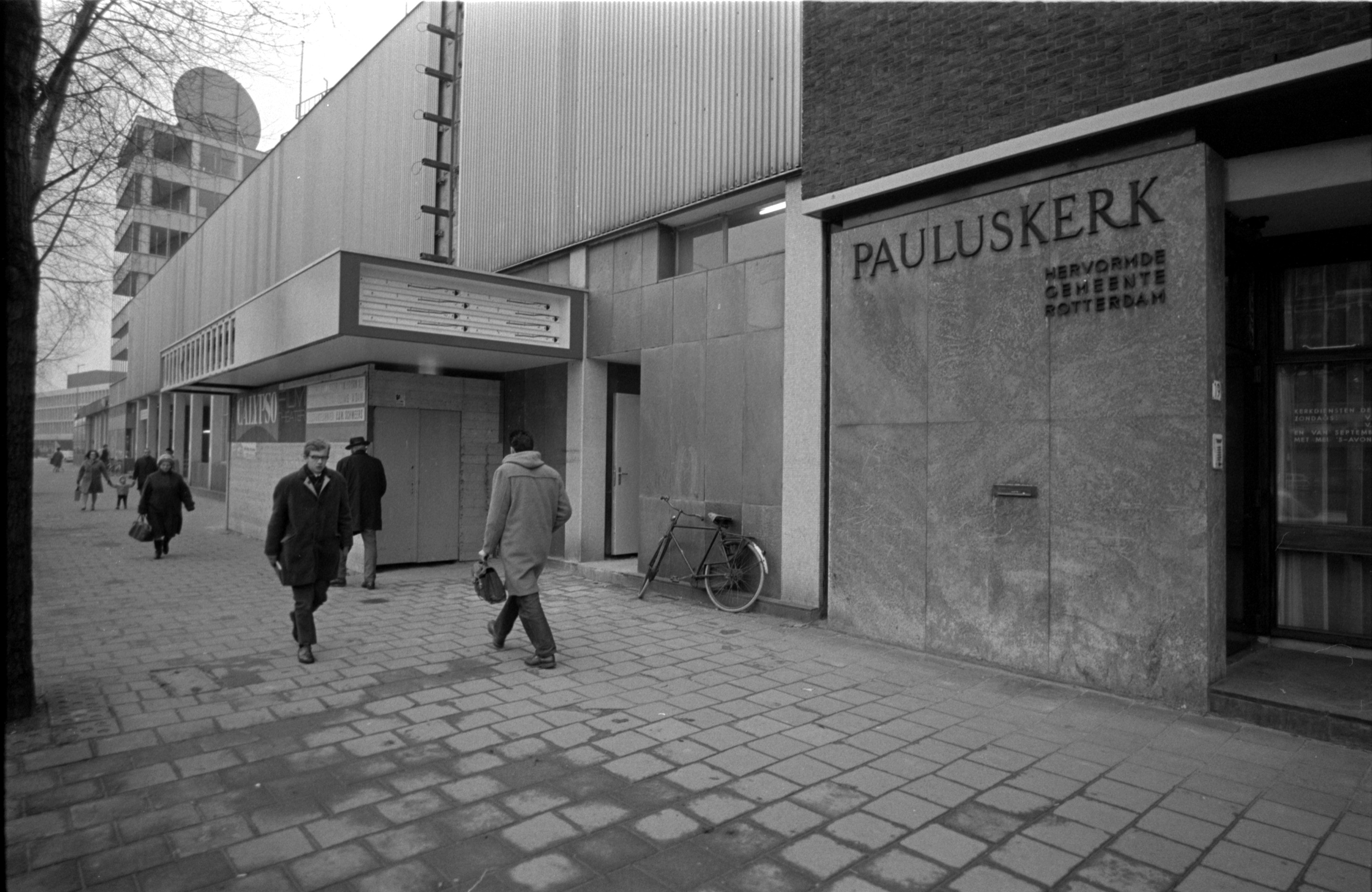
Exterieur nieuwe bioscoop Calypso aan de Mauritsweg naast de Pauluskerk.

Rond 1993 werd het een 'riksbioscoop' en in 1997 werd de bioscoopexploitatie stopgezet.
Het pand is afgebroken en sinds 2013 staat er een woontoren, genoemd naar de voormalige bioscoop.